# Језеро Торенс
Торенс (енгл. Lake Torrens) је слано језеро које се налази у Аустралији. Дужина језера је 209 км, просечна ширина 30 km, а површина 5.698 км². Оно је 30 језеро по величини на свијету. Налази се у Националном парку Језеро Торенс. Језеро Торенс лежи између висоравни Аркуна на западу и Флиндерског венца на истоку. Језеро је напуњено 1897. и поново у априлу 1989. Она има танку кору соли са црвено-браон глином испод, која је мека и глибаста. Језеро Торенс се налази на око 30 м надморске висине.